# Liste over det Grønlandske Selskabs Særskrifter

Dette er en sortérbar liste  over samtlige bøger, kaldet særskrifter, udgivet af Det Grønlandske Selskab siden dets oprettelse i 1905 til maj 2025.
| Titel | Forfatter/redaktion                                                       | Publikationsår | Særskrifts nr.   |
| --- | ------------------------------------------------------------------------- | -------------- | ---------------- |
| Ikiuisartoq - en der hjælper | Alfred Dam                                                                | 2025           | 54               |
| To genrationer i Grønland | Hans Jacobi og Ole Jacobi                                                 | 2025           | 53               |
| Den dag solen stod op: Oqaatsut - en bygd i Grønland | Lene Leed, Nikoline Leed la Cour, David Storch Leed                       | 2024           | 52               |
| Mit liv i geologiens verden: En grønlandsgeologs erindringer | Martin Ghisler                                                            | 2023           | 51               |
| Grønlandsbilleder fra Ivigtut 1916-1919 | Gunnar Solvang                                                            | 2021           | 50               |
| Grønlandsk kultur- og samfundsforsking 2020-21 | Ilisimatusarfik                                                           | 2021           | fælles udgivelse |
| Den grønne kasse - Min Nordatlantiske Barndom | Margaret Foverskov                                                        | 2020           | 49               |
| Grønland blev hans skæbne - Om H.J. Rink og hans tid | Pia Rink                                                                  | 2019           | 48               |
| Switzerland in Greenland - Alfred de Quervain´s rediscovered mountains in East Greenland | Jan Løve og H.C. Florian Sørensen                                         | 2019           | 47               |
| Henriette Egedes dagbog 1832-1833 | Inge Høst Seiding                                                         | 2017           | 46               |
| Hans Hendrik og Hans Ø - Beretningen om Hans Hendrik og de to Hans Øer | Jan Løve                                                                  | 2016           | 45               |
| Dagbog Østgrønland 1905-06 - William Thalbitzers originale dagbog og fotografier fra Ammassalikområdet | Ole Lund                                                                  | 2015           | 44               |
| Et mappedyrs erindringer | Claus Bornemann                                                           | 2012           | 43               |
| Dagbogsbreve fra Scorsbysund 1957-59 | Jens Nielsen                                                              | 2012           | 42               |
| Christian Ledenip Uummannami Upernavimmilu 1909-mi 1912-imilu immiussai, ileqqorsuutit erinarsuutit taallallu, Christian Ledens lydsamlinger fra Uummannaq og Upernavik, fra 1909 og 1912, sange, vrøvlevers og digte, Christian Leden's audio collections from Uummannaq and Upernavik, from 1909 and 1912 | Arnaq Grove, Michael Hauser og Hivshu Robert Peary                        | 2011           | 41               |
| De nye grønlændere | Henrik Wilhjelm                                                           | 2008           | 40               |
| Med 3. styrmand på Danmark-Ekspeditionen - Dagbogsoptegnelser af Christian Bendix Thostrup | Janni Andreassen og Jakub Christensen Medonos                             | 2007           | 39               |
| Grønlandsforskning - Historie og perspektiver | Kirsten Thisted                                                           | 2005           | 38               |
| Grønlandske haver - gennem tre århundreder | Karen Nørregaard                                                          | 2005           | 37               |
| Jeg dansker af glæde - Peter Gundel Dagbogsbreve 1923-1930 | Gudrun Tølbøll                                                            | 2004           | 36               |
| Jørgen Brønlund - Optegnelser fra en ekspedition 1902-04 | Stig Bjørnum, Arnaq Grove og Einar Lind Jensen                            | 2002           | 35               |
| >> af tilbøjlighed er jeg grønlandsk<< om Samuel Kleinschmidts liv og værk | Henrik Wilhjelm                                                           | 2001           | 34               |
| De Store opdragere - Grønlands seminarier i det 19. århundrede | Henrik Wilhjelm                                                           | 1997           | 33               |
| Forandring og fremsyn | Bent Nielsen                                                              | 1996           | 32               |
| Grønland, kilder til en dansk kolonihistorie | Henning Bro                                                               | 1993           | 31               |
| Glahns anmærkninger - 1700-Tallets Grønlændere - Et nærbillede | Mads Lidegaard                                                            | 1991           | 30               |
| Efterretninger om Grønland - uddagne af en journal holden fra 1721 til 1788 af Poul Egede | Mads Lidegaard                                                            | 1988           | 29               |
| Groenlandia | Peder Hansen Resen og J. Kisbye Møller                                    | 1987           | 28               |
| Beretningen om Qillarsuaq og hans lange rejse fra Canada til Nordgrønland i 1860erne | Inuutersuaq Ulloriaq                                                      | 1985           | 27               |
| Grønlands-Erindringer | Karen Nørregaard og Jørn Würtz                                            | 1983           | 26               |
| Mindeblade om Danmark-Ekspeditonen 1906-08 | Fritz W. Bistrup, N. O. Christensen, C.F. Simonÿ og Svend S. Thostrup     | 1983           | 25               |
| Tuumarsi, roman om en vestgrønlandsk fangerfamilie | Frederik Nielsen                                                          | 1980           | 24               |
| 500 leveregler, gamle ord og varsler fra Vestgrønland | Regitze Margrethe Søby                                                    | 1979           | 23               |
| Register til Det Grønlandske Selskabs årsskrift 1906-1952 | Axel Kjær Sørensen og Bodil Yde                                           | 1978           | 22               |
| Armgrimur Thorkilsson VÍdalÍn Den Tredje Part af Det saa kaldede Gamle og Nye Grønlands beskrifelse | Finn Gad                                                                  | 1971           | 21               |
| Îsímardik - Den store drabsmand | Jens Rosing                                                               | 1960           | 20               |
| Ujuâts dagbøger fra Østgrønland 1894-1935, Johan Petersens (Ujuâts) danske oversættelser [af] Østgrønlændernes sagn og fortællinger | John Petersen, Bent Rosenkilde Nielsen, Gustav Holm og William Thalbitzer | 1957           | 19               |
| Grønlændervennen Hinrich Rink | Knud Oldendow                                                             | 1955           | 18               |
| Erhverv og kultur langs polarkredsen - træk af den moderne industrikulturs betydning for polarlandene | N. Kingo Jacobsen og P. P. Sveistrup                                      | 1950           | 17               |
| Kongefærden til Grønland 1921 | Harald Lindow                                                             | 1948           | 16               |
| Østgrønlænderne, Grønlands sidste Hedninger, Tunuamiut | Christian Rosing                                                          | 1946           | 15               |
| Grønlands historie fra ca. 1500 til 1945 | Finn Gad                                                                  | 1946           | 14               |
| Træk af Grønlandsfartens historie | R. Tving                                                                  | 1944           | 13               |
| Frederikshaabs historie 1742-1942 | H. Ostermann                                                              | 1943           | 12               |
| Træk af kolonien Jakobshavns historie gennem 200 aar. 1741-1941 | H. Ostermann                                                              | 1941           | 11               |
| Grønlændernes egne Samfundsorganer, Træk af Grønlands politiske Historie, en Oversigt i Anledning af de grønlandske Landsraads 25 Aars Beståen | Knud Oldendow                                                             | 1936           | 10               |
| Naturfredning i Grønland | Knud Oldendow                                                             | 1935           | 9                |
| Den grønlandske kateket Hansêraks dagbog, om den danske Konebådsekspedition til Ammassalik i Østgrønland 1884-85 | William Thalbitzer                                                        | 1933           | 8                |
| Tre Rejser til Grønland i Aarene 1585-87 | John Davis                                                                | 1930           | 7                |
| Fauna Groenlandica, Pattedyr og Fugle | Otto Fabricius                                                            | 1929           | 6                |
| Peder Olsen Walløes Dagbøger fra hans Rejser i Grønland 1739-53 | Louis Bobé                                                                | 1927           | 5                |
| Missionær i Grønland, Henric Christopher Glahns Dagbøger for Aarene 1763-64, 1766-67 og 1767-68 | H. Ostermann                                                              | 1921           | 4                |
| Forslag om at bebygge Scoresbysund-egnen i Østgrønland ved Vestgrønlandske sælfangere | Harald Olrik                                                              | 1916           | 3                |
| Grønlandske Relationer, indeholdende Grønlændernes Liv og Levnet, deres Skikke og Vedtægter samt Temperament og Superstitioner, tillige nogle korte Reflectioner over Missionen | Lars Dalager/ indledning af Louis Bobé                                    | 1915           | 2                |
| Beskrivelse over Missionerne i Grønlands søndre Distrikt, hvilke han som Vice-Provst visiterede i Aarene 1774-1775 | Egil Thorhallesen                                                         | 1914           | 1                |